# Somebody Told Me
«Somebody Told Me» (en español: «alguien me contó») es una canción y sencillo debut de la banda estadounidense de rock The Killers, escrita por los miembros de la misma: Brandon Flowers, Mark Stoermer, Dave Keuning y Ronnie Vannucci, y fue producida por ellos junto a Jeff Saltzman para su primer álbum de estudio llamado Hot Fuss, de 2004. La canción fue lanzada como el primer sencillo comercial del álbum y de la banda, obteniendo buena aceptación, especialmente en Reino Unido y Australia, donde la canción se colocó en las posiciones 2 y 17 respectivamente en las listas de música.

## Información general
"Somebody Told Me" es el sencillo con el que The Killers hace su debut mundial, fue lanzado como el primer sencillo comercial del álbum de estudio Hot Fuss en septiembre de 2006, aunque en Reino Unido la canción se lanzó desde marzo de 2004 y fue relanzada en enero de 2005 en ese país. La canción es un poco sencilla en la letra que trata sobre alguien que conoce a una chica la cual ya tiene novio, aunque algunos [¿quién?] piensan que en ese sentido es muy ambigua ya que en la canción se dice "you have a boyfriend, who looks like a girlfriend"; en español, "tú tienes un novio que parece una novia" algunos interpretan esto como un mensaje de lesbianismo por lo que sería una relación imposible. Puede ser también,cuando se refiere a: Who looks like a girlfriend That I had in February of last year Quién se parece a una novia  que yo tuve en febrero del año pasado. Que él ha tenido una novia y posteriormente su amiga y su exnovia salen juntas; más que una relación lesbiana, haciendo referencia al bisexualismo. La lírica presenta una similitud con la canción de blur, Girls & Boys. En cuanto al sonido Brandon Flowers (vocalista) se refiere a la canción como "la que contiene mayor influencia de Las Vegas", la ciudad en la que creció, además también dice que contiene algo de sensualidad, también ha dicho "this is the story of trying to meet someone in a club, it could be a strip club or a dance club."; en español, "ésta es la historia de alguien tratando de conocer a alguien en un club, que podría ser un strip club (club stríper) o un dance club (club de baile)". La canción contiene un estilo de rock influenciado por otros géneros musicales como el dance e incluso ritmos disco.
Cuando The Killers apenas comenzaban a darse a conocer, su música fue popularizada por algunos compradores de música y algunos pocos medios de comunicación. El sencillo al principio fue lanzado con un fondo de color magenta, convirtiéndose en una versión rara del sencillo, más tarde se cambió a un color azul que es la portada más común.
La canción recibió dos nominaciones en los 47.os Premios Grammy (2005) en las categorías de Best Rock Performance By a Duo or Group With Vocal, en español, "mejor interpretación vocal por un dúo o grupo" y Best Rock Song, en español, "mejor canción rock"; sin embargo, no ganaron ninguna de las nominaciones mencionadas ya que ambas fueron ganadas por la canción de la banda U2 "Vertigo" de su álbum How To Dismantle An Atomic Bomb de 2004.

## Video musical
El video musical para el sencillo "Somebody Told Me", fue dirigido por Brett Simon, el videoclip es simple, solo muestra a la The Killers interpretando la canción en un desierto con una luna llena, más tarde atrás de ellos se muestra una pantalla reproduciendo varias luces, y colores destellantes, además del conocido logo de la banda, además detrás en la pantalla se muestra otro video filmado de día el cual es muy similar al video principal. El video es muy parecido al de la canción "Crystal" de New Order, en el cual se presenta una banda ficticia llamada The Killers, es de este video de donde la banda toma su nombre, por lo que la similitud de dichos videos es como un homenaje.

## Posicionamiento en listas
| Listas (2004)                              | Mejor posición |
| ------------------------------------------ | -------------- |
| Australia (ARIA)                           | 17             |
| Austria (Ö3 Austria Top 40)                | 24             |
| Dinamarca (Tracklisten)                    | 6              |
| Eurochart Hot 100 Singles                  | 10             |
| Francia (SNEP)                             | 24             |
| Greece (IFPI)                              | 31             |
| Irlanda (IRMA)                             | 9              |
| Italy (FIMI)                               | 31             |
| Nueva Zelanda (Recorded Music NZ)          | 13             |
| Suiza (Schweizer Hitparade)                | 16             |
| Reino Unido (Official Charts Company)      | 3              |
| UK Indie Singles (Official Charts Company) | 1              |
| Estados Unidos (Billboard Hot 100)         | 51             |
| Estados Unidos (Adult Top 40)              | 17             |
| Estados Unidos (Alternative Airplay)       | 3              |
| Estados Unidos (Mainstream Top 40)         | 24             |

## Formatos
A continuación se enlistan algunos de los formatos y su contenido, los formatos mostrados son los más comunes:
- Reino Unido Maxi-Single Original Rosa:

1. «Somebody Told Me» - 3:20
2. «Under the Gun» - 3:51
3. «The Ballad of Michael Valentine» - 2:33

- Reino Unido 7" Single Original Rosa:

1. «Somebody Told Me» - 3:20
2. «The Ballad of Michael Valentine» - 2:33

- Reino Unido CD Single Relanzamiento:

1. «Somebody Told Me» - 3:13
2. «Show You How»

- Reino Unido Maxi Single:

1. «Somebody Told Me»
2. «Somebody Told Me» (Mylo Mix)
3. «Somebody Told Me» (King Unique Vocal Mix)
4. «Somebody Told Me» (U-MYX)

- Reino Unido 12" Single:

1. «Somebody Told Me» (Mylo Mix)
2. «Somebody Told Me» (The Glimmers GypoRock Mix)

- Reino Unido 12" Single:

1. «Somebody Told Me» (Josh Harris Club)
2. «Somebody Told Me» (Josh Harris Dub)
3. «Somebody Told Me» (King Unique Mix)
4. «Somebody Told Me» (King Unique's Dub)